# Olympische Sommerspiele 2000/Leichtathletik – Kugelstoßen (Männer)

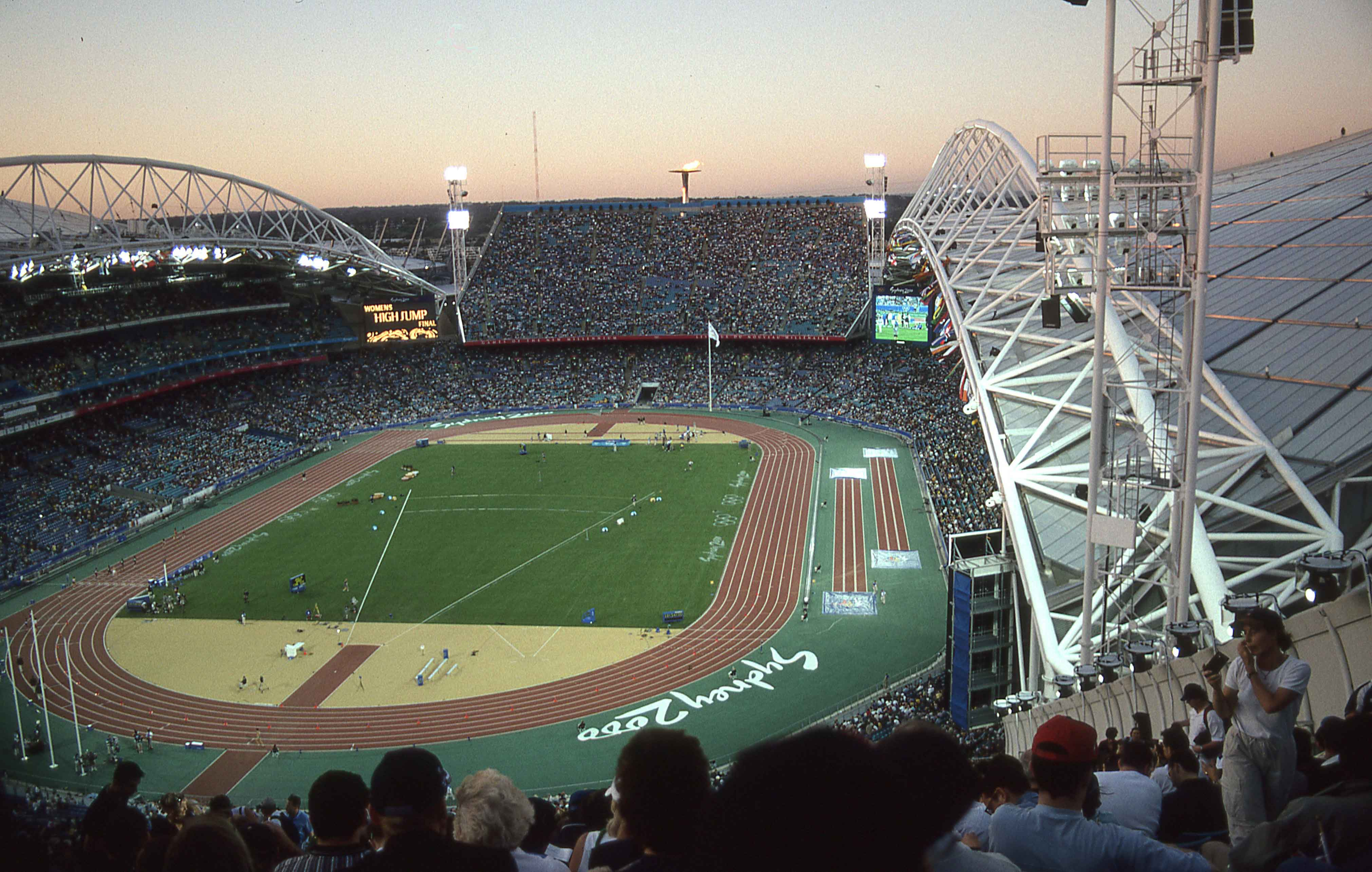
Das frühere ANZ Stadium von Sydney während der Olympischen Spiele 2000

Das Kugelstoßen der Männer bei den Olympischen Spielen 2000 in Sydney wurde am 22. September 2000 im Stadium Australia ausgetragen. 37 Athleten nahmen teil.
Olympiasieger wurde der Finne Arsi Harju. Er gewann vor den beiden US-Amerikanern Adam Nelson und John Godina.
Mit Oliver-Sven Buder und Michael Mertens nahmen zwei Deutsche am Wettkampf teil. Mertens schied in der Qualifikation aus. Buder erreichte das Finale und wurde Achter.

Athleten aus der Schweiz, Österreich und Liechtenstein nahmen nicht teil.

## Aktuelle Titelträger
| Olympiasieger 1996                      | Randy Barnes ( USA)                 | 21,62 m | Atlanta 1996    |
| Weltmeister 1999                        | Cottrell J. Hunter ( USA)           | 21,79 m | Sevilla 1999    |
| Europameister 1998                      | Oleksandr Bahatsch ( Ukraine)       | 21,17 m | Budapest 1998   |
| Panamerikanischer Meister 1999          | Brad Mears ( USA)                   | 19,93 m | Winnipeg 1999   |
| Zentralamerika und Karibik-Meister 1999 | David Stoute ( Trinidad und Tobago) | 16,39 m | Bridgetown 1999 |
| Südamerika-Meister 1999                 | Édson Miguel ( Brasilien)           | 17,86 m | Bogotá 1999     |
| Asienmeister 2000                       | Shakti Singh ( Indien)              | 19,77 m | Jakarta 2000    |
| Afrikameister 2000                      | Chima Ugwu ( Nigeria)               | 19,02 m | Algier 2000     |
| Ozeanienmeister 2000                    | Hohepa Poihipi ( Neuseeland)        | 14,03 m | Adelaide 2000   |

## Rekorde

### Bestehende Rekorde
| Weltrekord         | 23,12 m | Randy Barnes ( USA)   | Los Angeles, USA          | 20. Mai 1990       |
| Olympischer Rekord | 22,47 m | Ulf Timmermann ( DDR) | Finale OS Seoul, Südkorea | 23. September 1988 |

Der bestehende olympische Rekord wurde bei diesen Spielen nicht erreicht. Der weiteste Stoß gelang dem späteren Olympiasieger Arsi Harju, als er in der Qualifikation am 22. September mit seinem zweiten Stoß 21,39 m erzielte. Damit blieb er 1,08 m unter dem Olympia- und 1,73 m unter dem Weltrekord.

### Rekordverbesserung
Es wurde ein neuer Landesrekord aufgestellt:

20,55 m – Manuel Martínez (Spanien), Finale am 22. September, fünfter Versuch

## Legende
Kurze Übersicht zur Bedeutung der Symbolik – so üblicherweise auch in sonstigen Veröffentlichungen verwendet:
| – | verzichtet |
| x | ungültig   |

Anmerkungen zu zwei Angaben:
- Alle Zeitangaben sind auf Ortszeit Sydney (UTC+10) bezogen.
- Alle Weiten sind in Metern (m) angegeben.

## Qualifikation
22. September 2000, 10:00 Uhr
Für die Qualifikation wurden die Athleten in zwei Gruppen gelost. Vier Teilnehmer (hellblau unterlegt) übertrafen die direkte Finalqualifikationsweite von 20,10 m. Damit war die Mindestanzahl von zwölf Finalteilnehmern nicht erreicht. So wurde das Finalfeld mit acht weiteren Wettbewerbern (hellgrün unterlegt) aus beiden Gruppen nach den nächstbesten Weiten aufgefüllt und es reichten schließlich 19,79 m zur Finalteilnahme.

### Gruppe A

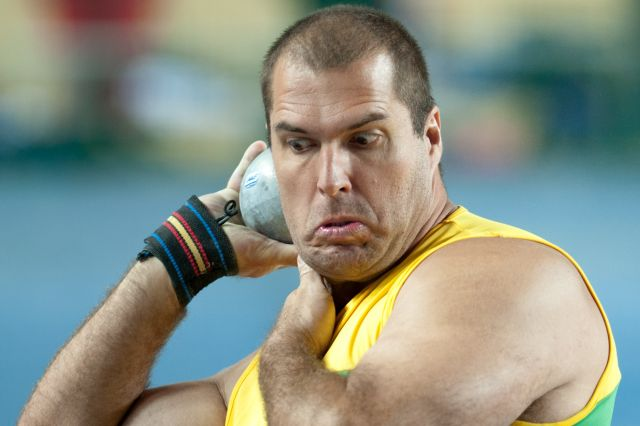
Burger Lambrechts – ausgeschieden
mit 19,75 m

| Platz | Name                | Nation         | 1. Versuch | 2. Versuch | 3. Versuch | Weite |
| ----- | ------------------- | -------------- | ---------- | ---------- | ---------- | ----- |
| 1     | John Godina         | USA            | 20,58      | –          | –          | 20,58 |
| 2     | Adam Nelson         | USA            | 20,12      | –          | –          | 20,12 |
| 3     | Timo Aaltonen       | Finnland       | 20,04      | x          | 19,82      | 20,04 |
| 4     | Andrej Michnewitsch | Belarus        | x          | x          | 19,97      | 19,97 |
| 5     | Oliver-Sven Buder   | Deutschland    | 19,96      | x          | 19,80      | 19,96 |
| 6     | Manuel Martínez     | Spanien        | 19,94      | 18,95      | 19,86      | 19,94 |
| 7     | Bradley Snyder      | Kanada         | 19,77      | x          | 19,59      | 19,77 |
| 8     | Burger Lambrechts   | Südafrika      | x          | 19,74      | 19,75      | 19,75 |
| 9     | Dragan Perić        | BR Jugoslawien | 19,04      | 19,46      | 19,49      | 19,49 |
| 10    | Roman Wirastjuk     | Ukraine        | 18,91      | 19,04      | 19,27      | 19,27 |
| 11    | Chima Ugwu          | Nigeria        | 19,11      | 19,07      | 19,11      | x     |
| 12    | Karel Potgieter     | Südafrika      | 19,02      | x          | 19,00      | 19,02 |
| 13    | Mikuláš Konopka     | Slowakei       | 18,59      | x          | 18,99      | 18,99 |
| 14    | Stevimir Ercegovac  | Kroatien       | 18,74      | 18,98      | x          | 18,98 |
| 15    | Saulius Kleiza      | Litauen        | 18,57      | x          | 18,59      | 18,59 |
| 16    | Gheorghe Gușet      | Rumänien       | 18,46      | x          | 18,56      | 18,56 |
| 17    | Shakti Singh        | Indien         | 18,40      | 17,96      | 18,13      | 18,40 |
| 18    | Alexis Paumier      | Kuba           | 18,31      | x          | 18,04      | 18,31 |
| 19    | Vaios Tingas        | Griechenland   | 17,52      | 18,13      | 17,84      | 18,13 |

### Gruppe B

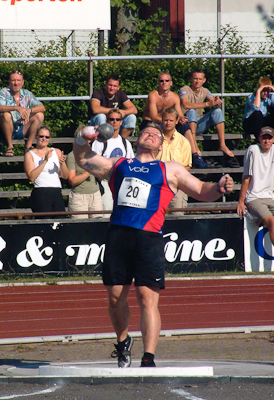
Joachim Olsen – ausgeschieden
mit 19,41 m

| Platz | Name                  | Nation         | 1. Versuch | 2. Versuch | 3. Versuch | Weite |
| ----- | --------------------- | -------------- | ---------- | ---------- | ---------- | ----- |
| 1     | Arsi Harju            | Finnland       | 19,40      | 21,39      | –          | 21,39 |
| 2     | Jurij Bilonoh         | Ukraine        | 20,53      | –          | –          | 20,53 |
| 3     | Milan Haborák         | Slowakei       | 20,00      | x          | x          | 20,00 |
| 4     | Miroslav Menc         | Tschechien     | 19,68      | 19,18      | 19,92      | 19,92 |
| 5     | Andrew Bloom          | USA            | x          | 19,65      | 19,83      | 19,83 |
| 6     | Janus Robberts        | Südafrika      | 19,75      | 19,16      | 19,79      | 19,79 |
| 7     | Ville Tiisanoja       | Finnland       | 19,04      | 19,44      | 19,66      | 19,66 |
| 8     | Joachim Olsen         | Dänemark       | 19,32      | x          | 19,41      | 19,41 |
| 9     | Pawel Tschumatschenko | Russland       | 18,99      | 19,40      | x          | 19,40 |
| 10    | Paolo Dal Soglio      | Italien        | 19,39      | x          | x          | 19,39 |
| 11    | Szilárd Kiss          | Ungarn         | 18,60      | 18,61      | 18,95      | 18,95 |
| 12    | Michael Mertens       | Deutschland    | 18,64      | 18,48      | 18,72      | 18,72 |
| 13    | Bahadur Singh         | Indien         | 18,70      | x          | x          | 18,70 |
| 14    | Justin Anlezark       | Australien     | 18,59      | 18,11      | 18,46      | 18,59 |
| 15    | Mark Proctor          | Großbritannien | x          | 18,49      | x          | 18,49 |
| 16    | Bilal Saad Mubarak    | Katar          | 18,30      | x          | x          | 18,30 |
| 17    | Ion Emilianov         | Moldau         | x          | 17,38      | 17,63      | 17,63 |
| 18    | Sergei Rubzow         | Kasachstan     | 15,49      | 15,90      | x          | 15,90 |

## Finale
22. September 2000, 18:45 Uhr
| Platz | Name                | Nation      | 1. Versuch | 2. Versuch | 3. Versuch | 4. Versuch                               | 5. Versuch                               | 6. Versuch                               | Endresultat | Anmerkung |
| ----- | ------------------- | ----------- | ---------- | ---------- | ---------- | ---------------------------------------- | ---------------------------------------- | ---------------------------------------- | ----------- | --------- |
| 1     | Arsi Harju          | Finnland    | 21,20      | 21,29      | 20,77      | x                                        | 20,37                                    | x                                        | 21,29       |           |
| 2     | Adam Nelson         | USA         | 20,53      | 21,20      | 21,21      | x                                        | 20,97                                    | x                                        | 21,21       |           |
| 3     | John Godina         | USA         | x          | 20,40      | 20,25      | 20,71                                    | 21,20                                    | x                                        | 21,20       |           |
| 4     | Andrew Bloom        | USA         | 20,87      | x          | 20,11      | x                                        | 19,92                                    | 20,16                                    | 20,87       |           |
| 5     | Jurij Bilonoh       | Ukraine     | 20,47      | 20,84      | x          | 20,43                                    | 20,22                                    | x                                        | 20,84       |           |
| 6     | Manuel Martínez     | Spanien     | 19,89      | 19,45      | x          | 19,50                                    | 20,55 NR                                 | 19,70                                    | 20,55       | NR        |
| 7     | Janus Robberts      | Südafrika   | 18,81      | 19,72      | x          | 18,87                                    | 19,06                                    | 20,32                                    | 20,32       |           |
| 8     | Oliver-Sven Buder   | Deutschland | 19,89      | 20,18      | x          | 19,64                                    | x                                        | x                                        | 20,18       |           |
|       |                     |             |            |            |            |                                          |                                          |                                          |             |           |
| 9     | Andrej Michnewitsch | Belarus     | 19,48      | x          | x          | nicht im Finale der besten acht Athleten | nicht im Finale der besten acht Athleten | nicht im Finale der besten acht Athleten | 19,48       |           |
| 10    | Miroslav Menc       | Tschechien  | 19,02      | 19,16      | 19,39      | nicht im Finale der besten acht Athleten | nicht im Finale der besten acht Athleten | nicht im Finale der besten acht Athleten | 19,39       |           |
| 11    | Milan Haborák       | Slowakei    | x          | x          | 19,06      | nicht im Finale der besten acht Athleten | nicht im Finale der besten acht Athleten | nicht im Finale der besten acht Athleten | 19,06       |           |
| 12    | Timo Aaltonen       | Finnland    | x          | 18,64      | x          | nicht im Finale der besten acht Athleten | nicht im Finale der besten acht Athleten | nicht im Finale der besten acht Athleten | 18,64       |           |

Für das Finale hatten sich zwölf Athleten qualifiziert, vier über die Qualifikationsweite, weitere acht über ihre Platzierungen. Dort vertreten waren drei US-Amerikaner, zwei Finnen sowie jeweils ein Teilnehmer aus Deutschland, der Slowakei, Spanien, Südafrika, Tschechien, der Ukraine und Weißrussland.
Der eigentliche Favorit vor Beginn der Spiele war der US-amerikanische Weltmeister Cottrell J. Hunter. Jedoch wurde Hunter im Juli 2000 positiv getestet und des Dopings überführt. Er wurde aus dem US-Team suspendiert, für ihn wurde John Godina nachnominiert, der bei den US-Ausscheidungen für die Olympischen Spiele den vierten Platz hinter Adam Nelson, Hunter und Andrew Bloom belegt hatte. Godina, Bloom und Nelson gehörten zum engsten Favoritenkreis. Weitere Medaillenkandidaten waren der deutsche Vizewelt- und Vizeeuropameister Oliver-Sven Buder sowie der WM-Fünfte und EM-Dritte Jurij Bilonoh aus der Ukraine. Bilonoh sollte bei den nächsten Olympischen Spielen 2004 in Athen zunächst Olympiasieger werden, seine Goldmedaille jedoch wegen Dopingbetrugs zurückgeben müssen.
Dem Finnen Arsi Harju gelang in der ersten Runde des Finales mit 21,20 m ein weiter Stoß, der ihm die Führung brachte. Allerdings war dies nicht ganz so überraschend, denn bereits in der Qualifikation hatte der Finne mit 21,39 m die klar beste Leistung gezeigt. Im zweiten Versuch verbesserte er sich auf 21,29 m. Nelson stieß in diesem zweiten Durchgang 21,20 m und belegte damit Rang zwei. Bloom, der zu Anfang 20,87 m erzielt hatte, war Dritter. Im dritten Versuch steigerte sich Nelson auf 21,21 m. Damit rückte er zwar näher an Harju heran, blieb jedoch auf Platz zwei. Im fünften Durchgang stieß Godina die Kugel auf 21,20 m und verdrängte Bloom damit vom Bronzerang. Die letzte Runde brachte keine Änderungen mehr am Endresultat. Arsi Harju war Olympiasieger mit acht Zentimetern Vorsprung vor Adam Nelson, der einen Zentimeter vor John Godina lag, ein insgesamt sehr knapper Ausgang. Vierter wurde Andrew Bloom vor Jurij Bilonoh und dem Spanier Manuel Martínez. Die Ränge sieben und acht belegten in dieser Reihenfolge der Südafrikaner Janus Robberts und Oliver-Sven Buder.

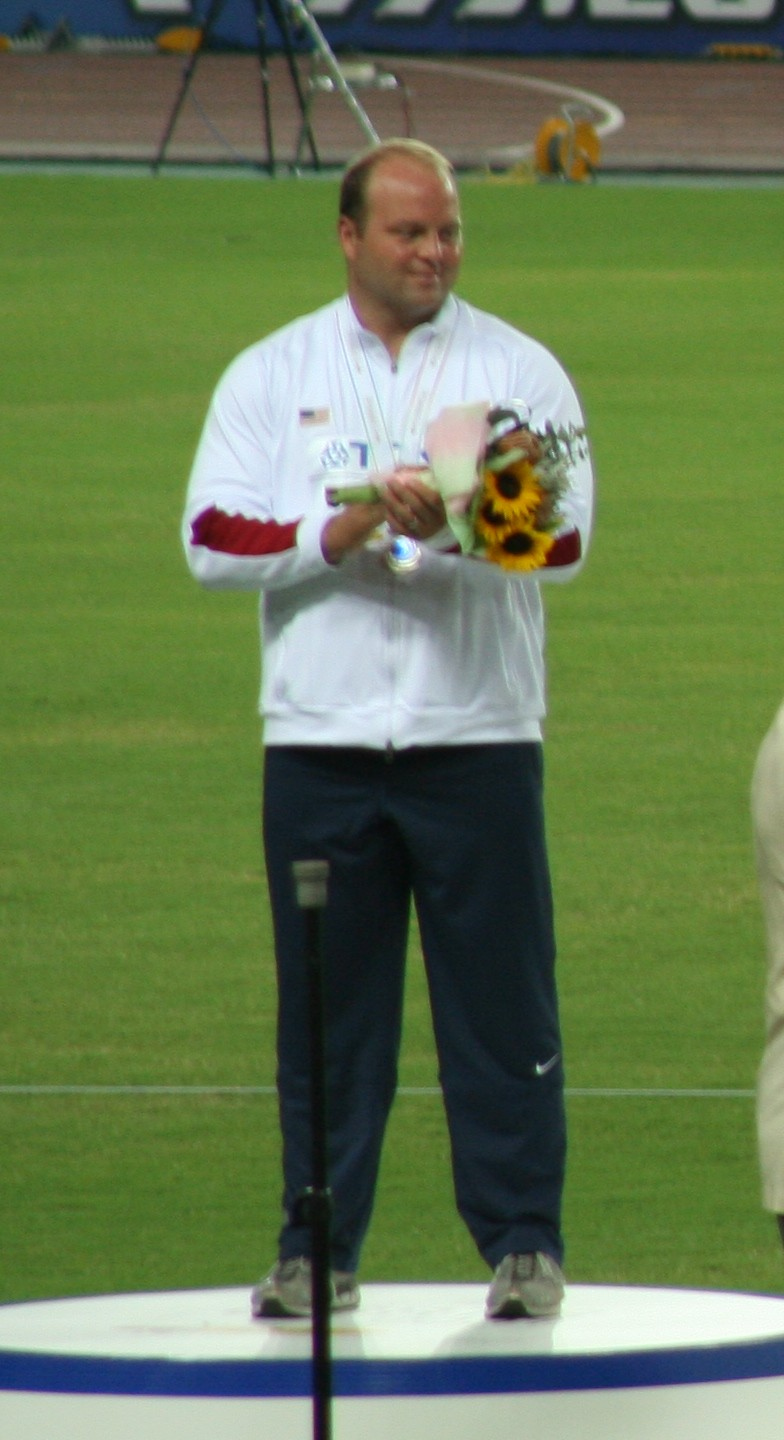
Silbermedaillengewinner Adam Nelson
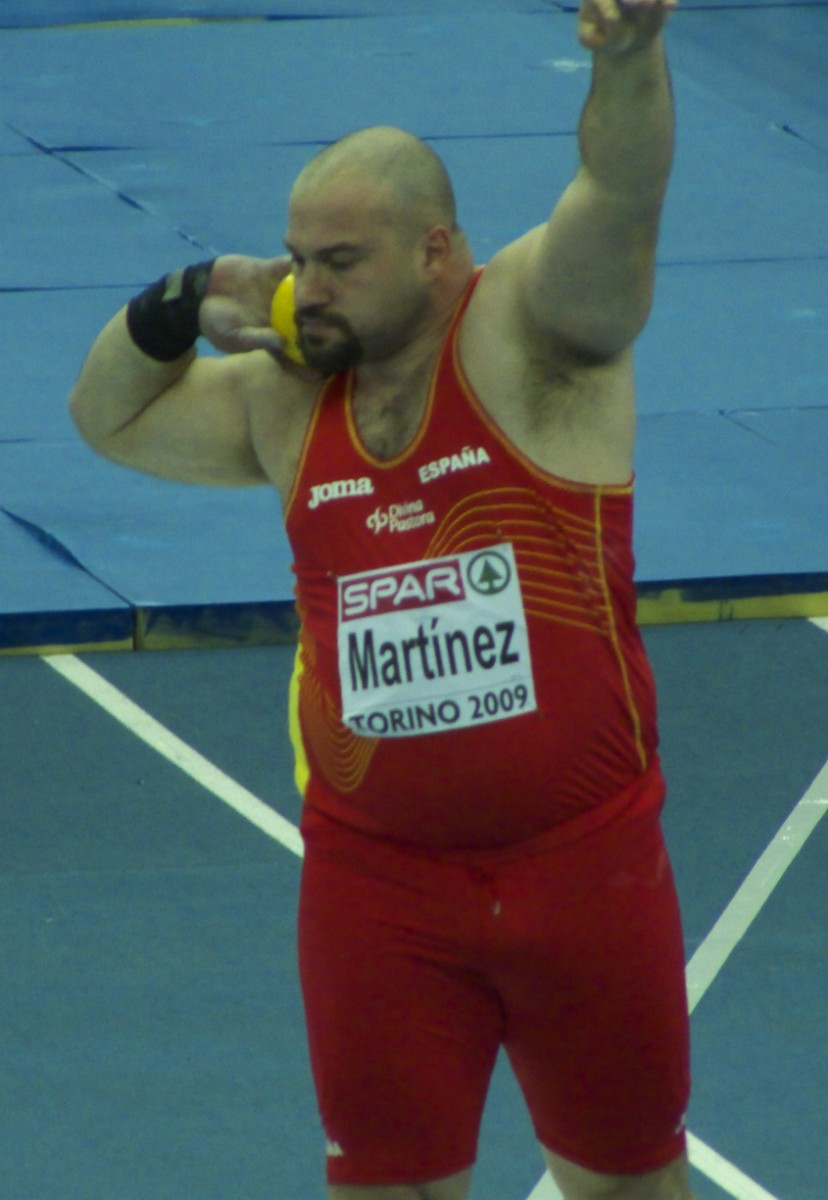
Manuel Martínez wurde Olympiasechster
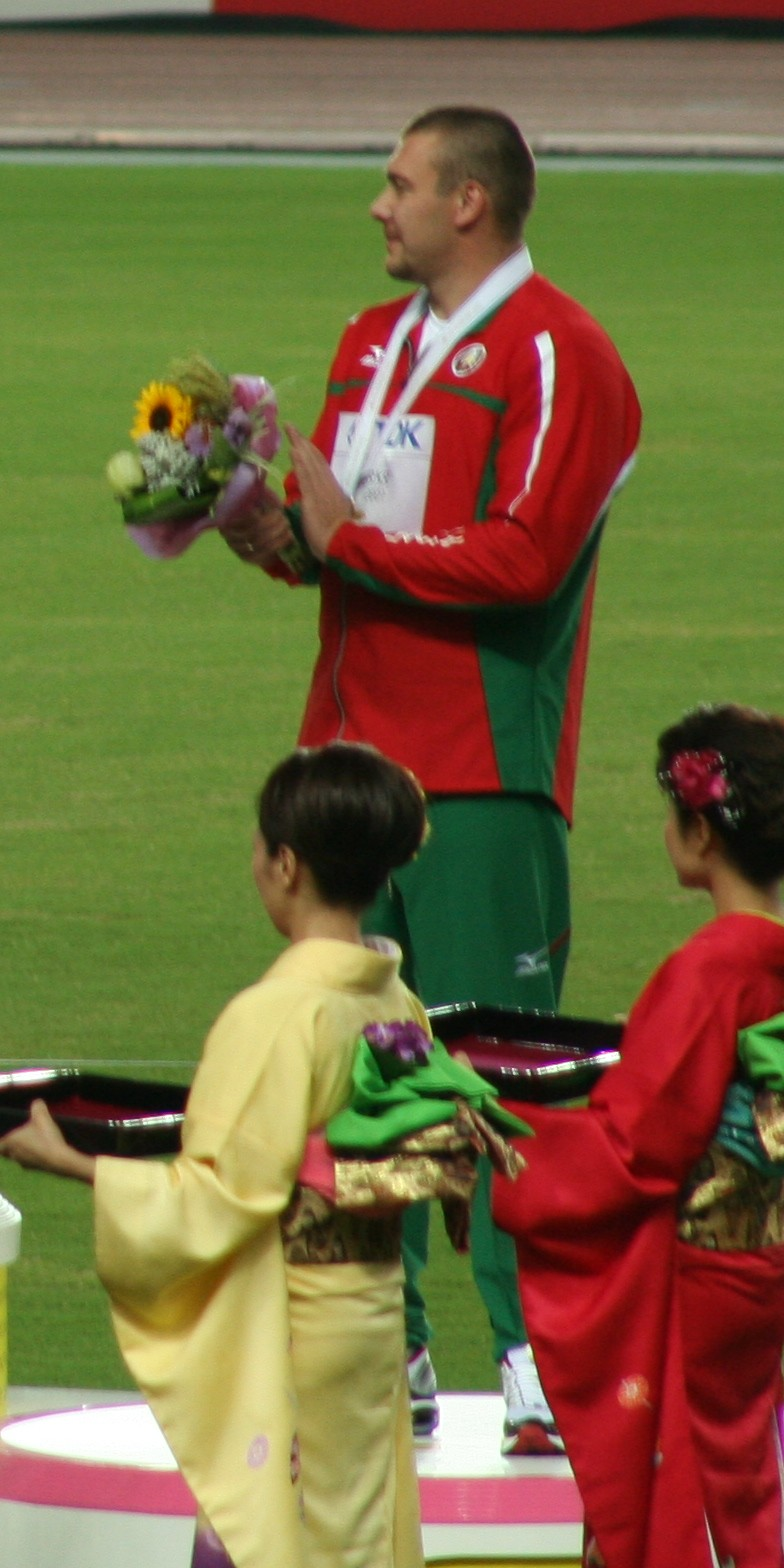
Andrej Michnewitsch belegte im Finale Rang neun
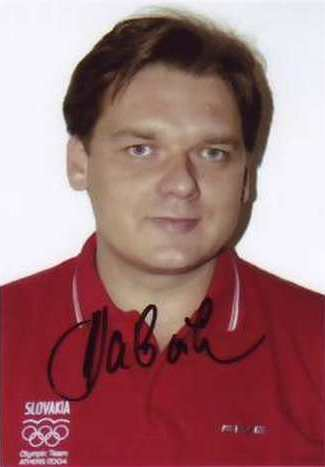
Milan Haborák erreichte Platz elf

## Videolinks
- Olympic Champions (Shot Put, Discus, Hammer), Bereich Kugelstoßen: 1:01 min – 3:46 min, youtube.com, abgerufen am 2. April 2018
- Olympic Games Sydney 2000 Men's Shot put Qualification 1, youtube.com, abgerufen am 1. Februar 2022
- Olympic Games Sydney 2000 Men's Shot put Qualification 2, youtube.com, abgerufen am 1. Februar 2022